# Américo Villarreal Guerra
Américo Villarreal Guerra är en ort i Mexiko.   Den ligger i kommunen Méndez och delstaten Tamaulipas, i den centrala delen av landet, 700 km norr om huvudstaden Mexico City. Américo Villarreal Guerra ligger 65 meter över havet och antalet invånare är 142.
Terrängen runt Américo Villarreal Guerra är platt, och sluttar österut. Runt Américo Villarreal Guerra är det glesbefolkat, med 9 invånare per kvadratkilometer. Närmaste större samhälle är Plan del Alazán, 17,4 km öster om Américo Villarreal Guerra. Trakten runt Américo Villarreal Guerra består i huvudsak av gräsmarker.